# Paulo Moniz Maia

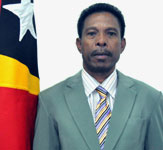
Paulo Moniz Maia

Paulo Moniz Maia (* 15. Mai 1961 in Tapo, Portugiesisch-Timor) ist ein Politiker aus Osttimor. Er ist Mitglied der Partei FRETILIN und ihres Zentralkomitees.
Maia ist studierter Jurist. Von 2012 bis 2017 war er Abgeordneter im Nationalparlament Osttimors und hier Mitglied der Kommission für konstitutionelle Angelegenheiten, Justiz, Öffentliche Verwaltung, lokale Rechtsprechung und Korruptionsbekämpfung (Kommission A). Bei den Wahlen 2017 gelang ihm der Wiedereinzug auf Listenplatz 59 der FRETILIN nicht.